# 망산도·유주암
망산도·유주암(望山島·維舟巖)은 부산광역시 강서구 송정동에 있는 섬이다. 2008년 4월 2일 부산광역시의 기념물 제57호로 지정되었다.

## 개요
<삼국유사(三國遺事)> 가락국기(駕洛國記)에 의하면 수로왕이 왕이 된 지 7년이 지나도록 왕비가 없어 신하들이 왕비를 맞이할 것을 청하였는데, 수로왕은 왕비는 하늘이 정해줄 것이라고 말하고 유천간(留天干)을 현 진해시 용원동 앞 바다에 있는 작은 섬으로 보내 기다리게 했는데, 그 섬이 지금의 망산도(望山島)이다.
어느 날 바다 서남쪽에서 붉은 색의 돛과 기(旗)를 단 돌로 만든 배가 허황후 일행을 태우고 나타나자 수로왕이 직접 나와 허황후를 맞이하여 혼례를 올리고 150세가 넘도록 장수하였다고 한다. 그리고 허황후 일행이 타고 온 돌 배가 바다 속에서 뒤집혔는데, 그 곳이 바로 망산도에서 동북쪽으로 70m쯤 되는 곳에 있는 바위섬인 유주암(維舟巖)이라고 한다.
망산도와 유주암은 <삼국유사>와 <신증동국여지승람(新增東國輿地勝覽)> 김해도호부조(金海都護府條)에 관련 문헌 기록이 전하는 전승(기념)지로서 1988년부터 경상남도에서 기념물 제89호로 지정하여 보존 관리하여 왔으며, 확실한 문헌 기록이 전해지는 곳으로 역사적 가치가 높은 문화재이다.
또한 망산도에는 패각과 통일신라시대~고려시대에 제작된 것으로 보이는 도질제 토기 및 연질제 토기 파편이 확인되고 있으며, 이로 미루어 보아 부산 지역에서는 보기 드문 제사유적일 가능성이 높다는 점에서 고고학적으로도 매우 가치가 높은 문화재로 평가된다.

## 참고 자료
- 망산도·유주암 - 국가유산청 국가유산포털